# Zhejiang
|  | No s'ha de confondre amb Zhenjiang o Zhanjiang. |

Zhejiang (xinès: 浙江; Pinyin: Zhèjiāng; Wade-Giles: Che-chiang; Postal System Pinyin: Chehkiang o Chekiang) és una província de la costa oriental de la República Popular de la Xina. El mot Zhejiang (riu corb) era l'antic nom del riu Qiantang, que travessa Hangzhou, la capital provincial. El nom de la província sovint és abreviat a «Zhe».
Zhejiang limita amb Jiangsu i Xangai al nord, amb Anhui al nord-oest, amb Jiangxi a l'oest, i Fujian al sud; a l'est està el mar de la Xina Oriental, enfront de les Illes Ryukyu del Japó.

## Geografia
El 70% del seu territori són muntanyes, pujols i escarpes i el 10% aiguamolls, amb la qual cosa la superfície cultivable és molt reduïda. El clima de la província és temperat, amb una temperatura mitjana al mes de gener de 7 °C i de 27 °C al juliol. Zhejiang es veu afectada regularment pels tifons que es formen en l'oceà Pacífic.

## Economia
L'economia es basa en l'agricultura de l'arròs i en la pesca. A més de l'arròs, també es conrea cotó i te. Zhejiang és també una de les principals productores de seda de tota Xina. Les indústries principals són les indústries químiques, tèxtils, alimentàries i de materials per a la construcció. Els principals ports se situen en Ningbo, Wenzhou, Taizhou i Zhoushan. Situada en el litoral, la província té l'administració de més de 18.000 illes entre les quals destaca la de Zhoushan, la tercera més gran de la República Popular Xinesa.

## Divisions administratives

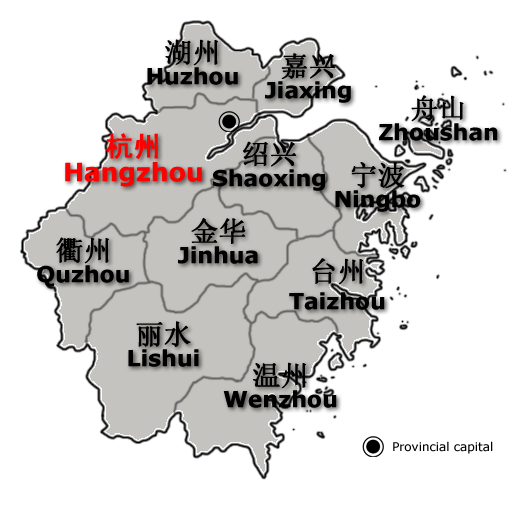
Divisions administratives de Zhejiang

Zhejiang es divideix en 11 prefectures:
- Hangzhou (xinès simplificat: 杭州市, Hanyu Pinyin: Hángzhōu Shì)
- Huzhou (湖州市 Húzhōu Shì)
- Jiaxing (嘉兴市 Jiāxīng Shì)
- Zhoushan (舟山市 Zhōushān Shì)
- Ningbo (宁波市 Níngbō Shì)
- Shaoxing (绍兴市 Shàoxīng Shì)
- Quzhou (衢州市 Qúzhōu Shì)
- Jinhua (金华市 Jīnhuá Shì)
- Taizhou (台州市 Tāizhōu Shì) no tái
- Wenzhou (温州市 Wēnzhōu Shì)
- Lishui (丽水市 Líshuǐ Shì) no lì

## Història
Durant les dinasties Qin i Han, Zhejiang va estar sota el control de la Xina unificada encara que la zona sud, habitada en la seva majoria per membres de l'ètnia Yue, va mantenir les seves pròpies estructures socials i polítiques. Durant la dinastia Tang la província va començar a prosperar. La dinastia Ming va ser l'encarregada de fixar els límits actuals de la província.